# Débridement

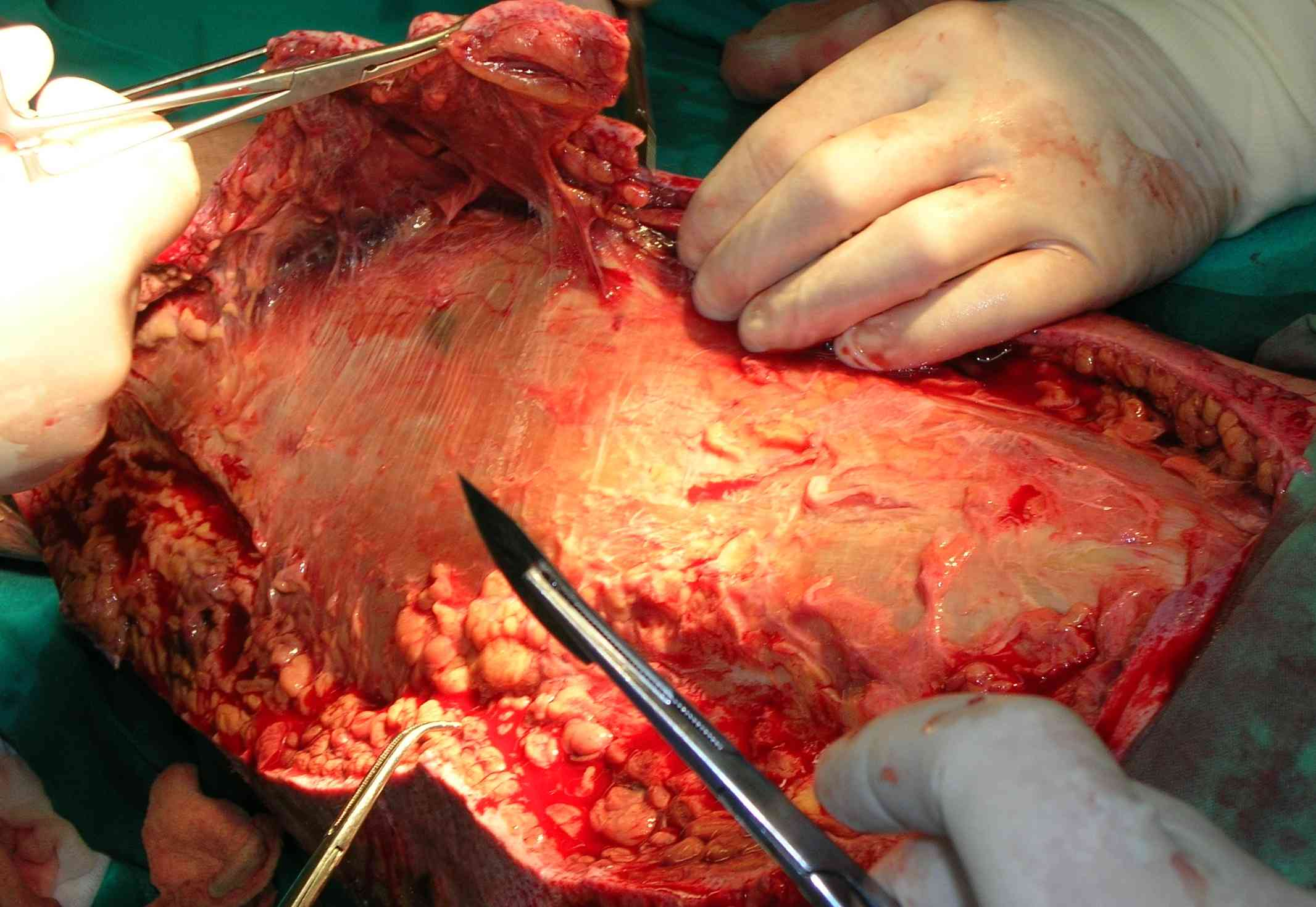
Débridement

Als Débridement Ausspracheⓘ IPA: [debʁɪdəˈmɑ̃ː] oder Wundtoilette bezeichnet man das medizinische Vorgehen zur Entfernung von infiziertem, geschädigtem oder abgestorbenem (nekrotischem) Gewebe aus Geschwüren, Verbrennungs- und anderen Wunden, insbesondere chronischen Wunden, oder bei Organzerfall (z. B. nekrotisierender Pankreatitis). Ziel ist es, die Wundbeobachtung zu gewährleisten, die Heilung zu initiieren, eine sekundäre Infektion des verbliebenen gesunden Gewebes zu verhindern und auf diese Weise ein Fortschreiten der Infektion, die zur Sepsis und Tod führen kann, zu stoppen.

## Methoden
Voraussetzung für die angestrebte Wundheilung ist die ausreichende Durchblutung des Gewebes. In einigen Fällen wird man sich also gegen ein Wund-Débridement mit einem scharfen Instrument entscheiden (zum Beispiel beim diabetischen Fuß), wenn die Gefahr besteht, die Wunde nur zu vergrößern, ohne dass eine Heilung aussichtsreich erscheint. In solchen Fällen stehen weitere Débridementmethoden zur Verfügung.

### Chirurgisches Débridement
Die chirurgische Methode des Débridements (Wundexzision nach Friedrich) ist die schnellste. Dabei verwendet der Arzt chirurgische Instrumente wie Skalpell und Ringkürette, um abgestorbenes Gewebe zu entfernen. Die Methode ist vorzuziehen, wenn eine schnell fortschreitende Infektion von Weichteilen vorliegt, bei der Bakterien in die Blutbahn des Patienten geraten und damit die Gefahr der Sepsis besteht. Größere Débridements werden in der Regel im OP in einer geeigneten Betäubung vorgenommen. Üblicherweise wird während der chirurgischen Prozedur die gereinigte Wunde mit isotonischer Kochsalzlösung ausgespült. Manchmal kann aus praktischen Überlegungen ein Débridement nicht radikal ausgeführt werden, um nicht benachbarte Organe, Gefäße, Nerven o. ä. zu beschädigen. Oft ist auch die wiederholte chirurgische Behandlung nötig, z. B., wenn die Nekrosebildung nach dem Débridement noch fortschreitet. Auch bei Arthrose des Knies (Abnützung des Gelenkes mit Knorpelschwund) wird Débridement mittels arthroskopischer Operation durchgeführt. Es wurde jedoch gezeigt, dass die Schmerzbesserung 2 Jahre nach dem Eingriff nicht besser ist als nach einer Placebo-Operation (nur Hautschnitt).

### Enzymatisches Débridement
Früher kamen Fruchtsäfte auf chronischen Wunden zur Anwendung, deren enthaltene proteolytische Enzyme in der Wunde debridierende Wirkung entfalten sollten. Heutzutage kommen hierbei biosynthetisch hergestellte Enzyme, wie Clostridiopeptidase oder Streptokinase zur Anwendung. Die frühesten wissenschaftlichen Berichte über diese Methode stammen aus den 60er Jahren des vorigen Jahrhunderts. Zum enzymatischen Débridement werden Enzyme und andere – in Salben und Gelen gebundene – Verbindungen verwendet, um nekrotisches Gewebe und Gewebetrümmer aufzulösen. Diese Methode ist selektiver als das mechanische oder das chirurgische Débridement, kann aber bei harten und trockenen Nekrosen nicht angewendet werden, da Enzyme ihre Wirkung nur in feuchter Umgebung entfalten. Bekannte Nebenwirkungen dieser Débridementmethode sind teilweise schmerzhafte Hautreizungen bis hin zu Wundheilungsstörungen. Enzymverbände erfordern einen täglichen Verbandwechsel und sind deshalb kostenintensiv.

### Mechanisches Débridement
Bei dieser Reinigungsmethode werden oberflächliche Beläge, Gewebereste und verbliebenes Verbandmaterial durch trockene oder angefeuchtete Kompressen aufgenommen und – möglicherweise unter Zuhilfenahme einer Pinzette – aus der Wunde entfernt. Neben Kompressen kommen auch insbesondere hierfür entwickelte sogenannte Reinigungstücher oder -pads sowie spezielle unterschiedlich grobe PU-Schäume zum Einsatz. Die Reibung und der Druck solcher Materialien auf den empfindlichen Arealen des Wundbereiches kann beim Patienten Schmerzen auslösen. Zudem besteht das Risiko, dass die Epithelisierung gestört, oder frisches Gewebe mit entfernt wird.

### Autolytisches Débridement
Hierbei kommt die Eigenschaft des Körpers zum Einsatz, abgestorbenes Gewebe selbst aufzulösen. Die Wunde wird dafür feucht gehalten. Verschiedene Verbände und Verbandstechniken können eingesetzt werden. Das Prinzip besteht darin, dass das Wundsekret selbst mit seinen Immunzellen, Wachstumsfaktoren und Enzymen die Wundheilung fördert. Diese Form des Débridements ist am selektivsten, dauert aber auch am längsten. Bei infizierten Wunden kann die Methode nicht benutzt werden, da die meisten Bakterien in der feuchten Kammer des Verbandes ausgezeichnet gedeihen würden.

### Biochirurgisches Débridement
Unter Verwendung von in einer sterilen Umgebung herangezogenen Fliegenlarven, die entweder frei auf der Wunde oder eingeschlossen in einem speziellen Beutel die Nekrosen und Beläge andauen und den so entstehenden Nahrungsbrei aufnehmen.

### Ultraschall-Débridement
Wird auch als Ultraschall-assistierte Wundreinigung bezeichnet und ist eine effiziente Form. Die Wunde wird mit einer Spülflüssigkeit gespült und mit Ultraschall beschallt. Der Ultraschallimpuls treibt die eingeleitete Spülflüssigkeit bis in die tieferen Regionen der Wunde und löst Beläge und lose haftende Nekrosen.

### Parodontales Débridement
Unter paradontalem Débridement versteht man die Entfernung von Plaque und Konkrementen an den Zähnen zur Behandlung parodontaler Entzündungen durch die Reduzierung der pathologischen Bakterien im Mund und der Beschleunigung der Heilung bei Parodontitiden. Bei diesem Verfahren werden die Zahn- und Wurzeloberflächen mit Küretten (speziell geformten Handinstrumenten), mit schall- und ultraschallbetriebenen Geräten oder unter Anwendung bestimmter Laser gereinigt und poliert, damit das Zahnfleisch heilen und sich wieder an den Zahn anlegen kann.